# Jean Gardin
Pour les articles homonymes, voir Gardin.
Jean Gardin, né le 28 octobre 1941 à Saint-Pois dans la Manche, est un religieux français, membre de la congrégation du Saint-Esprit, évêque catholique d'Impfondo au Congo-Brazzaville de 2011 à 2019.

## Biographie
Jean Gardin fait sa profession perpétuelle dans la congrégation du Saint-Esprit en 1969. Il est ordonné prêtre pour cette congrégation le 29 juin 1969 . 
Le 30 octobre 2000, Jean Gardin est nommé préfet apostolique de la préfecture apostolique de la Likouala lors de la création de cette dernière. 
Le 11 février 2011, Benoît XVI érige la préfecture apostolique en diocèse d'Impfondo et en nomme Jean Gardin premier évêque. Il est consacré le 26 mars suivant par le cardinal Laurent Monsengwo Pasinya, archevêque de Kinshasa.
Le 12 décembre 2019, le pape François accepte sa démission, après sa prolongation au-delà de la limite d’âge canonique de 75 ans. Daniel Nzika lui succède.